# Ctenitis sacholepis
Ctenitis sacholepis là một loài thực vật có mạch trong họ Dryopteridaceae. Loài này được (Hayata) H. Itô miêu tả khoa học đầu tiên năm 1939.